# Lourdeskapel (Hamont)
De Lourdeskapel is een grote kapel in de tot de Belgisch-Limburgse gemeente Hamont-Achel behorende plaats Hamont, gelegen op de hoek van de Keunenlaan en de Deken Dolstraat.

## Geschiedenis
In 1877 werd een kapel gebouwd op de hoek Abdijstraat/Burg in Hamont. Dit was officieel de Onze-Lieve-Vrouwekapel, maar omdat hij een Lourdesgrot in het koor bezat, werd hij in de volksmond de Lourdeskapel genoemd. Deze kapel viel echter ten offer aan wegverbreding.
In 1959 werd een nieuwe Lourdeskapel gebouwd in moderne stijl en op een andere plaats. Het witgeschilderde kerk-achtige bouwwerk is voorzien van een groot glas-in-loodraam, vervaardigd door Ludo Laagland. Op de tegenoverliggende binnenmuur werd in 1994 door Jaak Dijkmans een schildering vervaardigd van de kerk te Lourdes.
De kapel heeft een losstaande klokkentoren.